# Полуполтінних Володимир Сергійович
Володимир Сергійович Полуполтінних (позивний — Полтинник; 22 лютого 1972, Молодогвардійськ) — український колабораціоніст з Росією, воєначальник терористичної організації ЛНР. 

## Біографія
Народився 22 лютого 1972 року у місті Молодогвардійськ Ворошиловградської області.
Проходив службу у повітрянодесантних військах СРСР. Навчався в Луганському інституті МВС, де він здобув ступінь магістра юстиції. До лютого 2014 року працював начальником служби безпеки Лисичанського нафтопереробного заводу. У травні 2014 з початком війни на сході України став воювати на боці російсько-терористичних бандформувань під позивним «Полтинник», вступив до складу «6-го козачого полку імені Матвія Платова». Починав рядовим бойовиком, був гранатометником. Він змінив на посаді командира полку Павла Дрьомова, який загинув в грудні 2015 року. Має звання «полковник».
У 2022 році брав участь у боях за Попасну під час повномасштабного російського вторгнення в Україну у 2022 році.

## Нагороди
- Герой Луганської Народної Республіки (16 березня 2022, медаль «Золота Зірка» № 001)[2];
- медаль «За Віру та Волю» (ЛНР);
- медаль «70 років Перемоги» (ЛНР);
- відзнака «За заслуги перед Республікою» ("ДНР").